# Mónica Zalaquett
Zalaquett  Said est un nom espagnol. Le premier nom de famille, en général paternel, est Zalaquett ; le second, en général maternel, souvent omis, est Said.
Mónica Beatriz Zalaquett Said, née le 4 mai 1962 à Santiago, est une femme d'affaires et femme politique chilienne.
Entre 2010 et 2014, elle est députée du district no 20 pour l'Union démocrate indépendante (UDI).
De 2020 à 2022, elle est ministre de la Femme et l'Égalité des genres au sein du deuxième gouvernement de Sebastián Piñera, en remplacement de Macarena Santelices.

## Biographie et carrière professionnelle
Elle est la fille d'Antonio Zalaquett, Chilien d'origine libanaise, et de Beatriz Said, péruvienne d'origine palestinienne. Elle est la sœur de l'ancien maire de Santiago Pablo Zalaquett. Elle est mariée au chef d'entreprise bolivien Dieter Garafulic et est mère de quatre enfants : Nicole, Diego, Tomás et Matías.
Elle réalise sa scolarité au collège Villa María Academy de Santiago. Elle étudie ensuite le journalisme à la Universidad Católica Boliviana et à l'Université des Andes et les sciences politiques à l'Université du développement. Elle est également diplômé en gestion de campagnes politiques de la American University aux États-Unis et a suivi des cours de marketing et communication à New York et Rotterdam.
Au début des années 1980, elle déménage en Bolivie, où elle crée l'entreprise de bijouterie d'argent Rafaella Pitti, qui exporte ses produits à différents pays. Elle est également présentatrice de programmes familiaux à la télévision bolivienne. Elle est directrice commercial de l'Hôtel Sheraton de 1984 à 1985 et directrice commerciale de LAN Chile de 1985 à 1986.
En 2003, elle déménage au Chili. Elle travaille à la communication de Radio Agricultura et est chargée du déroulement du programme Nosotras en Agricultura jusqu'à juin 2009, puis en 2014 elle travaille de nouveau pour la radio, en tant que chargée du programme Contigo a las cinco.

## Carrière politique
Elle est militante de l'Union démocrate indépendante (UDI) depuis 2000. Cette même année, elle travaille pour la campagne de son frère Pablo Zalaquett, qui est élu maire de la Municipalité de La Florida. En 2005, elle fait partie de l'équipe de campagne de Pablo Longueira, qui est élu sénateur pour Santiago Oriente.

### Députée (2010-2014)

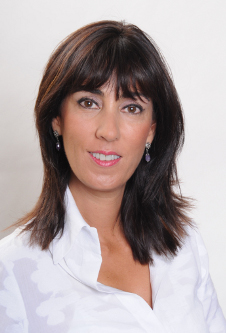
Mónica Zalaquett comme députée en 2010.

Elle est candidate pour devenir députée lors des élections parlementaires de 2009 pour le district 20, qui comprend alors les communes de Cerrillos, Estación Central et Maipú, appartenant à la Région Métropolitaine. Elle est élue avec 20,99 % des votes et prend ses fonctions le 11 mars 2010.
Pendant son travail comme députée, pendant les années 2012 et 2013, elle préside la Commission de Tourisme, où elle travaille avec diverses organisations du secteur privé, réalise des séances de la commission en régions, et réussit à faire avancer le projet d'adaptabilité du travail dans ce secteur.
Elle participe aussi à la commission de relations extérieures de la Chambre des Députés, en analysant aussi bien les relations avec l'Asie-Pacifique, la plainte déposée par la Bolivie devant La Haye contre le Chili en 2013, et la situation du Venezuela, entre autres.
En 2013, elle se présente en vue d'être réélue, cette fois pour le district 22, correspondant à la commune de Santiago. Aux élections parlementaires du 17 novembre 2013, elle est classée troisième avec 18,6 % des suffrages et n'est pas réélue.

### Travail avec Piñera et sous-secrétariat au Tourisme (2017-2020)
Pendant l'élection présidentielle de 2017, elle travaille dans l'équipe du programme de Sebastián Piñera comme coordinatrice du thème « femme », Le 11 mars 2018 elle est nommée sous-secrétaire au Tourisme, qui dépendt du Ministère de l'Économie, de la Promotion et du Tourisme, et fait connaître les lignes directrices de sa future gestion. À ce poste, elle représente les Amériques devant le comité exécutif de l'Organisation mondiale du tourisme (OMT) et est la première femme élue pour présider cette instance internationale.

### Ministre de la Femme et l'Égalité des genres (2020-2022)

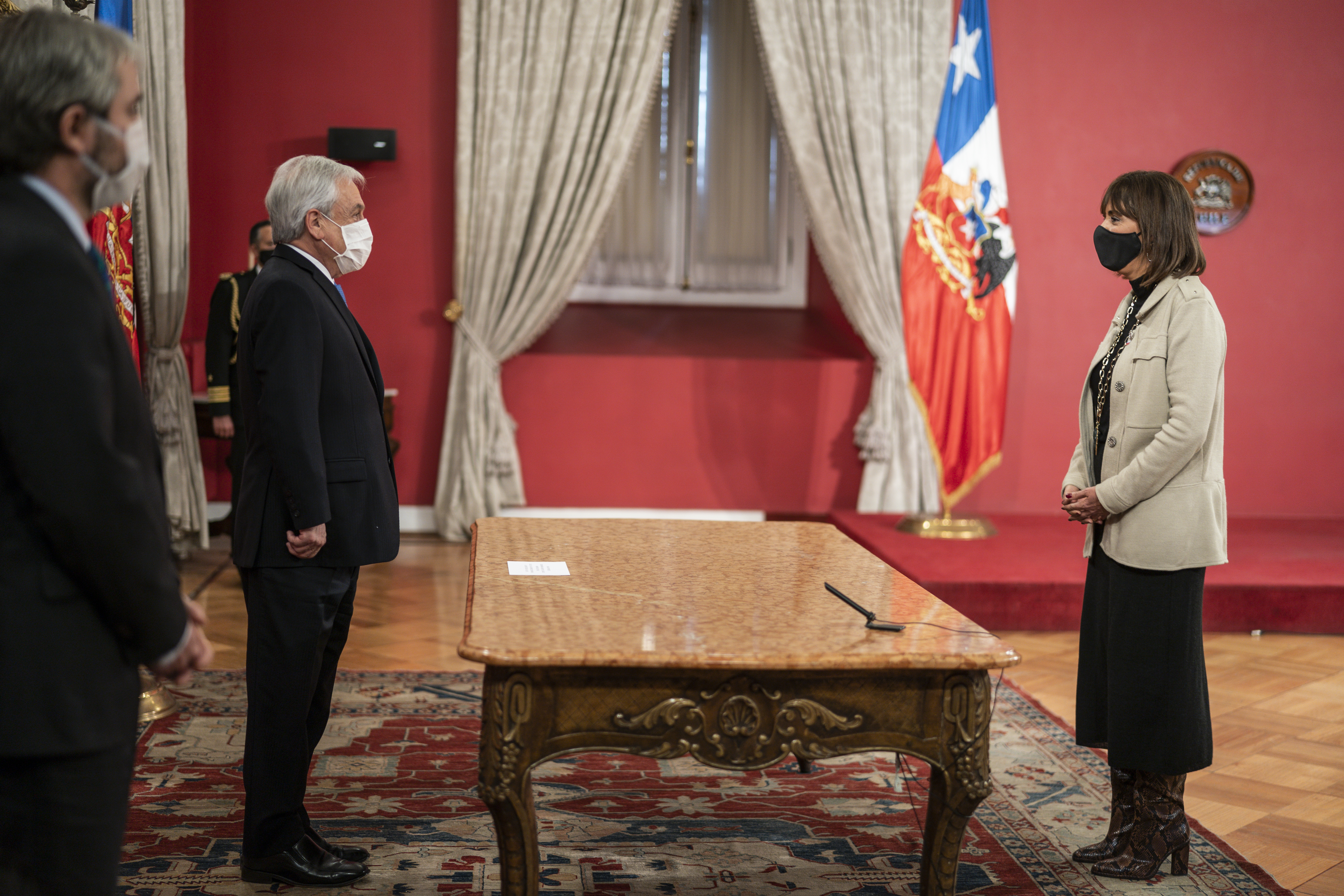
Mónica Zalaquett prêtant serment comme ministre de la Femme et de l'Égalité de Genre.

Le 9 juin 2020, elle est nommée ministre de la Femme et l'Égalité des genres par le président Sebastián Piñera, après la démission de Macarena Santelices,,.
Fin 2020, elle est invitée par le ministère de la Santé à faire partie de la Table sociale COVID-19, créée pour faire face à la pandémie dans le pays.

## Polémiques
En 2010, en tant que députée, Zalaquett s'oppose à un projet de loi qui cherchait à légiférer des cas spécifiques d'avortement thérapeutique, en indiquant que « Le danger de ce type d'avortement est qu'il est la plupart du temps la porte d'entrée vers l'approbation de l'avortement total et sans distinction. Je ne veux pas qu'au Chili il se passe ce qui arrive en Europe, où on avorte pour le simple fait d'avoir une trisomie 21 ». En 2013, elle qualifie de « courageuse » une mineure de 11 ans qui est tombée enceinte après avoir été violée par son beau-père. La même année, Zalaquett présente un projet de loi qui cherche à imposer que les parents d'un enfant soient une mère et un père, et en aucun cas deux mères ou deux pères.

## Historique électoral

### Élections parlementaires de 2009
- Élections parlementaires de 2009 comme députée pour le district 20 (Maipú, Estación Central et Cerrillos)[24]

| Candidat                     | Pacte                              | Parti | Votes | %     | Résultat |
| ---------------------------- | ---------------------------------- | ----- | ----- | ----- | -------- |
| Pepe Auth Stewart            | Concertation et Juntos Podemos Más | PPD   | 49981 | 20,70 | Député   |
| Ricardo Fabrega Lacoa        | Concertation et Juntos Podemos Más | PDC   | 24562 | 10,17 |          |
| Roberto Sepúlveda Hermosilla | Coalition pour le Changement       | RN    | 38296 | 15,86 |          |
| Mónica Zalaquett Said        | Coalition pour le Changement       | UDI   | 56168 | 23,26 | Députée  |
| René Tabilo Álvarez          | Nouvelle majorité pour le Chili    | ILC   | 16428 | 6,80  |          |
| Álvaro Escobar Rufatt        | Nouvelle majorité pour le Chili    | ILC   | 52755 | 21,85 |          |
| René Osorio Serrano          | Chile Limpio. Vote Feliz           | PRI   | 2245  | 0,93  |          |
| Luis Rodolfo Pérez Bord      | Chile Limpio. Vote Feliz           | PRI   | 1011  | 0,42  |          |

### Élections parlementaires de 2013
- Élections parlementaires de 2013 comme députée pour le district 22 (Santiago Centre)[25]

| Candidat                   | Pacte                         | Parti | Votes  | %     | Résultat |
| -------------------------- | ----------------------------- | ----- | ------ | ----- | -------- |
| Giorgio Jackson Drago      | Indépendant                   | IND   | 55 060 | 48,17 | Député   |
| Felipe Kast Sommerhoff     | Alliance                      | ILJ   | 22 338 | 19,54 | Député   |
| Mónica Zalaquett Said      | Alliance                      | UDI   | 21 265 | 18,60 |          |
| Mario Schilling Fuenzalida | Si tú quieres, Chile cambia   | ILI   | 5468   | 4,78  |          |
| Eduardo Contreras Marín    | Nueva Constitución para Chile | ÉGAL  | 4349   | 3,80  |          |
| Cristián Orellana Álvarez  | Parti Humaniste               | PH    | 3226   | 2,82  |          |
| Octavio González Ojeda     | Parti Humaniste               | PH    | 1457   | 1,27  |          |
| Rony Núñez Mesquida        | Si tú quieres, Chile cambia   | ILI   | 1129   | 0,98  |          |